# Condado de Millard
O Condado de Millard é um dos 29 condados do Estado americano do Utah. A sede do condado é Fillmore, e sua maior cidade é Delta. O condado possui uma área de 17 684 km², uma população de 12 405 habitantes, e uma densidade populacional de 0,7 hab/km² (segundo o censo nacional de 2000). O condado foi fundado em 1852. O condado foi assim nomeado em homenagem a Millard Fillmore, o décimo terceiro Presidente dos Estados Unidos.